# ذالنخلة (الضليعة)
'

تعديل مصدري - تعديل

ذالنخلة هي إحدى قرى عزلة الضليعة بمديرية الضليعة التابعة لمحافظة حضرموت، بلغ تعداد سكانها 104 نسمة حسب تعداد اليمن لعام 2004.